# Sisu GTP
Sisu GTP är ett finländskt fyrhjulsdrivet terrängfordon producerat av Sisu Auto.

## Historik
I juni 2020 beställde Finlands försvarsmakt sex fordon för utvärdering. I december 2022 beställde Finlands försvarsmakt ytterligare 25 fordon för att ersätta RG-32M.

## Användning i Sverige
Försvarets materielverk (FMV) mottog den första leveransen av fordonet i augusti 2024, vilka fordon levererades till Försvarsmakten under hösten 2024. Försvarsmaktens benämning på fordonet är terrängbil 24 (tgb 24). Inledningsvis levereras en trupptransportvariant (APC) med plats för tio personer, samt en version med dubbelhytt och flak med plats för fem personer.
Fordonet, som kan byggas med olika moduler, används även för luftvärn, ledning och som indikeringsfordon i CBRN-sammanhang.
Den 30 augusti 2024 meddelades det att FMV beställt tio mobila radarsystem av modell Giraffe 1X, monterade på terrängbil 24.

## Användare
- Finland
- Sverige